# 都怒我阿羅斯等
都怒我阿羅斯等（つぬがあらしと、生没年不詳）は、『日本書紀』に伝わる古代朝鮮の人物で、加羅国王の息子と言う。
『日本書紀』では「都怒我阿羅斯等」、他文献では「都怒賀阿羅斯止」「都怒何阿羅志止」「都奴加阿羅志等」とも表記される。また『日本書紀』では別名を「于斯岐阿利叱智干岐（うしきありしちかんき）」とする。
意富加羅国（大伽耶/大加羅、おほからのくに、現在の韓国南部）の王子で、地名「敦賀（つるが）」の由来の人物といわれる。

## 記録
『日本書紀』では垂仁天皇2年条の分注として2つの所伝が記載されている。
1つ目として崇神天皇の時、額に角の生えた都怒我阿羅斯等が船で穴門から出雲国を経て笥飯浦に来着したという。そしてこれが「角鹿（つぬが）」の語源であるとしている（角鹿からのちに敦賀に転訛）。
また、第11代垂仁天皇は、都怒我阿羅斯等が帰国するとき、先代崇神天皇の諱である「みまな」（任那、弥摩那、彌摩那）を国名にするよう詔し、赤絹を下賜した。ところが新羅人がこれを聞きつけて兵をあげ、それを全て奪ってしまった。このことで、その後の新羅と任那は、不和になったという
一云…仍以赤織絹給阿羅斯等、返于本土。故、號其國謂彌摩那國、其是之緣也。於是、阿羅斯等以所給赤絹、藏于己國郡府。新羅人聞之、起兵至之、皆奪其赤絹。是二國相怨之始也。—垂仁天皇紀
2つ目の所伝では、阿羅斯等が国にある時、黄牛の代償として得た白石が美しい童女と化したため、阿羅斯等は合（まぐわい）をしようとした。すると童女は阿羅斯等のもとを去って日本に行き、難波並びに豊国の国前郡の比売語曽社の神になったという。
なお2つ目の所伝の関連伝承が、『古事記』の天之日矛（天日槍）・阿加流比売神説話や、『摂津国風土記』逸文（『萬葉集註釈』所引）に見える。

## 後裔氏族
『新撰姓氏録』では、次の氏族が後裔として記載されている。
- 左京諸蕃 大市首 - 出自は任那国人の都怒賀阿羅斯止。
- 左京諸蕃 清水首 - 出自は任那国人の都怒何阿羅志止。
- 大和国諸蕃 辟田首 - 出自は任那国主の都奴加阿羅志等。

## 考証

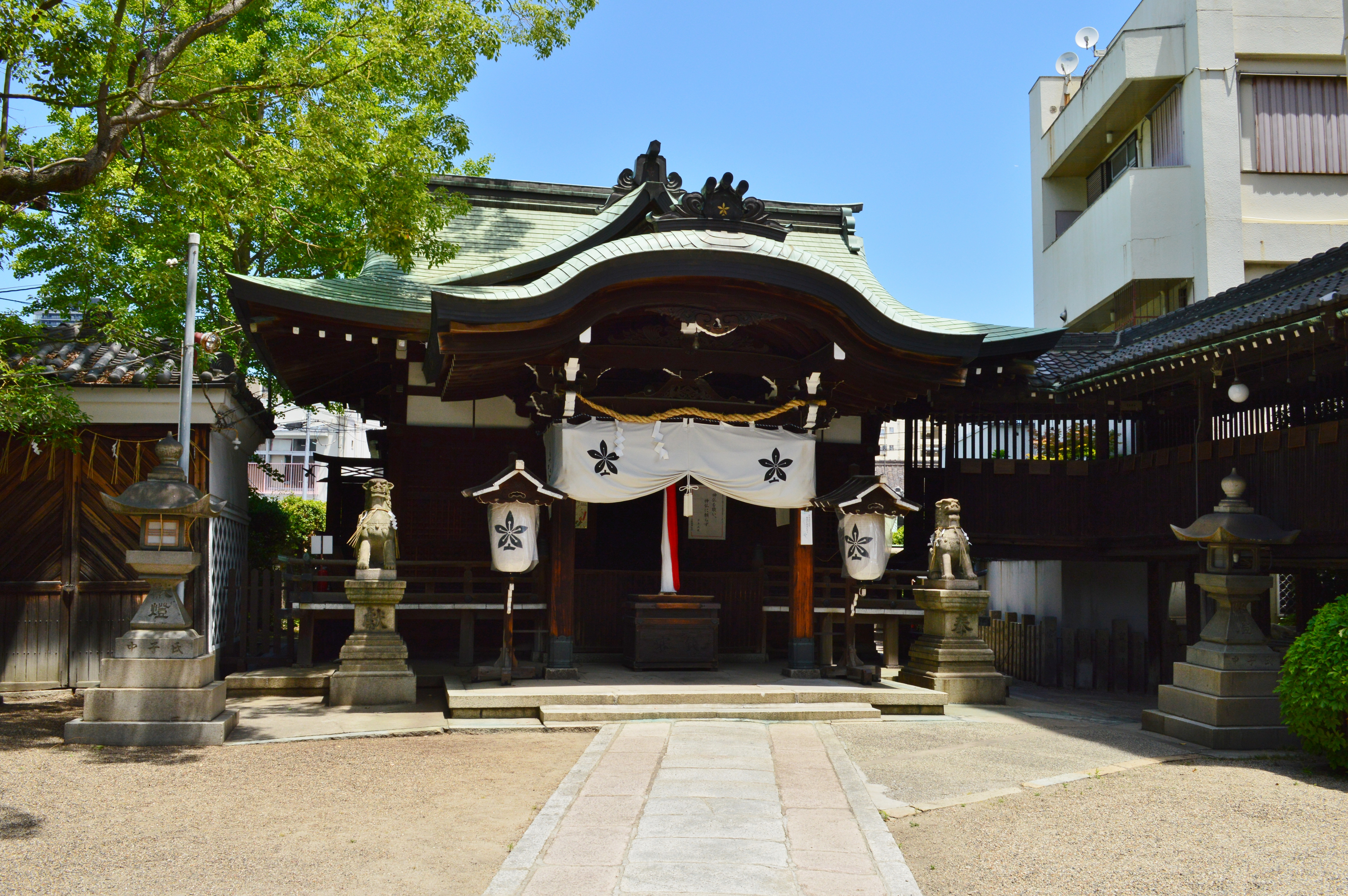
比売許曽神社（大阪府大阪市）

名の「つぬが」については、新羅の最高官位「舒弗邯（ソブルハン、角干の別名）」を訓読みしたことに由来するとする説があり、またこの「つぬが」が転訛して地名「敦賀」が生まれたともいわれる。また「あらしと」とは、朝鮮語の「閼智（アルチ）」に見えるように、新羅・加耶における貴人への敬称と考えられている。敦賀には式内社として白城神社・信露貴彦神社といった新羅（白城/信露貴）系の神社も分布しており、「都怒我阿羅斯等」の名やその説話と合わせ、朝鮮半島南部から敦賀周辺への相次ぐ渡来人の来訪と定着が示唆される。
また、2つ目の所伝に見える「比売語曽社」のうち、難波の社は比売許曽神社（大阪府大阪市東成区、式内名神大社）、豊国の国前郡の社は比売語曽社（大分県東国東郡姫島村）に比定される。この2つ目の所伝は天日槍伝説と同工異曲とされ、同一の神に関する伝承と見られている。「天日槍」の名称自体、上述の「ツヌガ（角干：最高官位）アラシト（閼智：日の御子の名）」の日本名になるとする指摘もある。そしてこれらの伝説において天日槍は新羅王子、都怒我阿羅斯等は大加羅王子とされているが、これは朝鮮由来の蕃神伝承が日本側で特定の国に割り当てられたに過ぎないとされる。

## 伝承

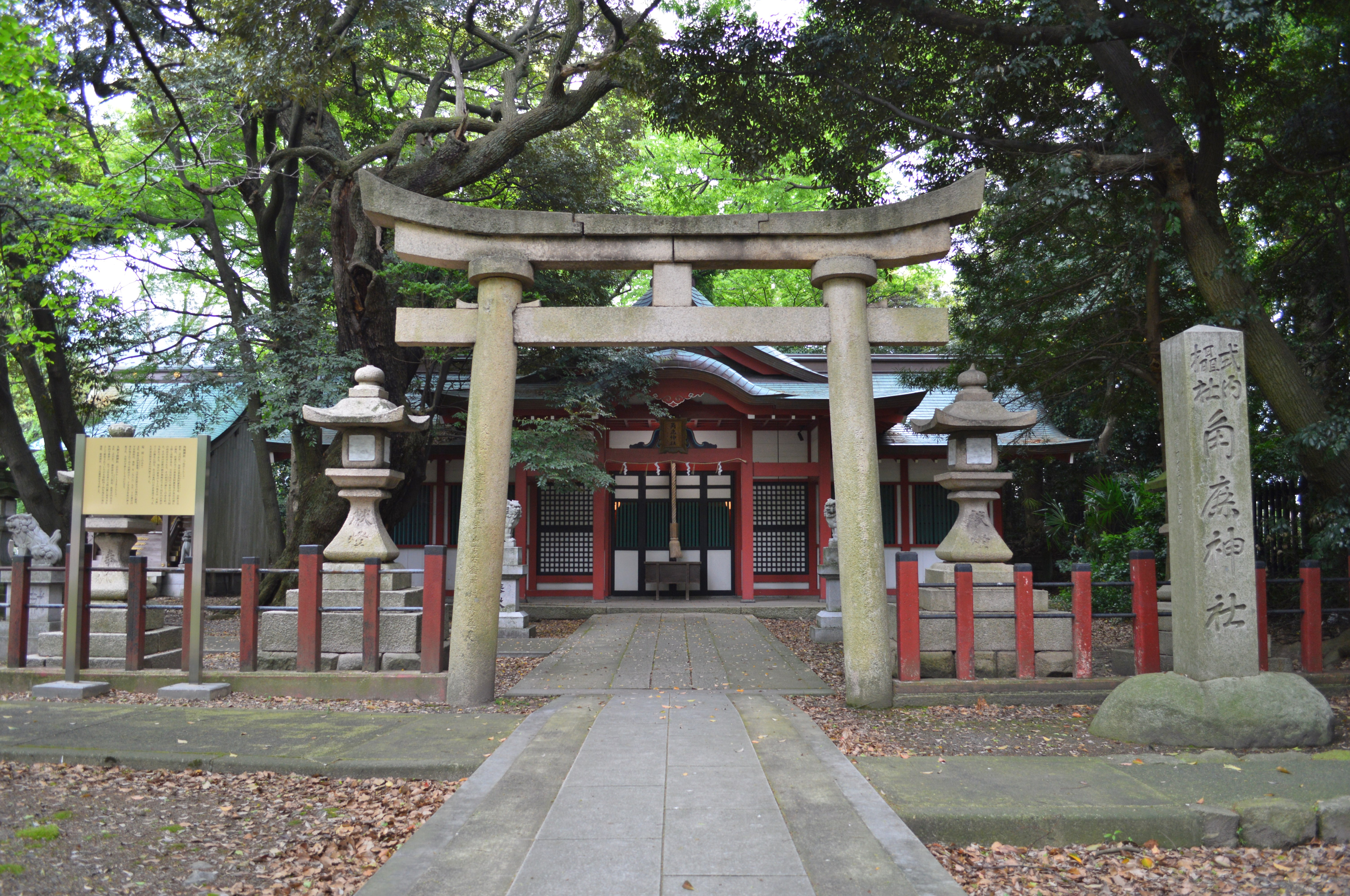
角鹿神社（福井県敦賀市）

氣比神宮（福井県敦賀市）の社伝では、都怒我阿羅斯等は敦賀の統治を任じられたとする。また、氣比神宮境内摂社の角鹿神社（式内社）はその政所跡であるとし、現在は都怒我阿羅斯等が祭神とされている。
JR敦賀駅前には「都恕我阿羅其等像」がある。